# Baron Chedworth
Baron Chedworth, of Chedworth in the County of Gloucester, war ein erblicher britischer Adelstitel in der Peerage of Great Britain.
Der Titel wurde am 12. Mai 1741 für den Unterhausabgeordneten John Howe geschaffen. Er war ein Neffe des 1. Viscount Howe.
Der Titel erlosch beim kinderlosen Tod seines Enkels, des 4. Baron, am 29. Oktober 1804.    

## Liste der Barons Chedworth (1741)
- John Howe, 1. Baron Chedworth († 1742)
- John Howe, 2. Baron Chedworth (1714–1762)
- Henry Howe, 3. Baron Chedworth (1715–1781)
- John Howe, 4. Baron Chedworth (1754–1804)